# 김제환
김제환(한국 한자: 金濟煥, 1985년 6월 7일 ~ )은 대한민국의 축구 선수이다. 포지션은 공격수이이다.